# بدائع بن نجم (الدوادمي)
بدائع بن نجم، هي قرية من فئة (أ) تقع في محافظة الدوادمي، والتابعة لمنطقة الرياض في السعودية. وتبعد بدائع بن نجم عن محافظة الدوادمي بمسافة تقارب () كم.